# Маникгандж-Садар
Маникгандж-Садар (бенг. মানিকগঞ্জ সদর, англ. Manikganj Sadar) — подокруг в центральной части Бангладеш в составе округа Маникгандж. Образован в 1845 году. Административный центр — город Маникгандж. Площадь подокруга — 214,81 км². По данным переписи 1991 года численность населения подокруга составляла 237 771 человек. Плотность населения равнялась 1107 чел. на 1 км². Уровень грамотности населения составлял 56 %. Религиозный состав: мусульмане — 85,65 %, индуисты — 14,2 %, христиане — 0,02 %, прочие — 0,13 %.